# برايان أندرسون
برايان أندرسون (بالإنجليزية: Brian Anderson) هو لاعب كرة قاعدة أمريكي، ولد في 11 مارس 1982 في توسان في الولايات المتحدة.

## وصلات خارجية
- برايان أندرسون على موقع دوري كرة القاعدة الرئيسي (الإنجليزية)
- برايان أندرسون على موقعبيزبول رفرنس.كوم (الدوري الرئيسي) (الإنجليزية)
- برايان أندرسون على موقعبيزبول رفرنس.كوم (الدوري الثانوي) (الإنجليزية)
- برايان أندرسون على موقع إي إس بي إن.كوم (أم.أل.بي) (الإنجليزية)
- برايان أندرسون على موقع مشجعي الرسوم البيانية (الإنجليزية)